# Chinattus tibialis
Chinattus tibialis là một loài nhện trong họ Salticidae.
Loài này thuộc chi Chinattus. Chinattus tibialis được Marek Żabka miêu tả năm 1985.